# Kishida Shohei
Shohei Kishida (岸田 翔平 Kishida Shōhei, sinh ngày 3 tháng 4 năm 1990) là một cầu thủ bóng đá người Nhật Bản.

## Thống kê câu lạc bộ
Cập nhật đến ngày 23 tháng 2 năm 2018.
| Thành tích câu lạc bộ | Thành tích câu lạc bộ | Thành tích câu lạc bộ | Giải vô địch | Giải vô địch | Cúp                   | Cúp                   | Cúp Liên đoàn | Cúp Liên đoàn | Tổng cộng | Tổng cộng |
| Mùa giải              | Câu lạc bộ            | Giải vô địch          | Số trận      | Bàn thắng    | Số trận               | Bàn thắng             | Số trận       | Bàn thắng     | Số trận   | Bàn thắng |
| Nhật Bản              | Nhật Bản              | Nhật Bản              | Giải vô địch | Giải vô địch | Cúp Hoàng đế Nhật Bản | Cúp Hoàng đế Nhật Bản | J. League Cup | J. League Cup | Tổng cộng | Tổng cộng |
| --------------------- | --------------------- | --------------------- | ------------ | ------------ | --------------------- | --------------------- | ------------- | ------------- | --------- | --------- |
| 2012                  | Sagan Tosu            | J1 League             | 1            | 0            | -                     | -                     | 0             | 0             | 1         | 0         |
| 2013                  | Sagan Tosu            | J1 League             | 3            | 0            | 0                     | 0                     | 2             | 0             | 5         | 0         |
| 2014                  | Sagan Tosu            | J1 League             | 0            | 0            | 0                     | 0                     | 2             | 0             | 2         | 0         |
| 2015                  | V-Varen Nagasaki      | J2 League             | 24           | 0            | 2                     | 0                     | -             | -             | 26        | 0         |
| 2016                  | V-Varen Nagasaki      | J2 League             | 34           | 4            | 2                     | 0                     | -             | -             | 36        | 4         |
| 2017                  | Oita Trinita          | J2 League             | 29           | 1            | 1                     | 0                     | -             | -             | 30        | 1         |
| Tổng                  | Tổng                  | Tổng                  | 91           | 5            | 5                     | 0                     | 4             | 0             | 100       | 5         |